# Дуб Богдана Хмельницького (Бережанський район)
Дуб Богда́на Хмельни́цького — ботанічна пам'ятка природи місцевого значення в Україні. Розташована поблизу села Рай Бережанського району Тернопільської області, у кварталі 24, виділі 2, Бережанського лісництва Бережанського державного лісомисливського господарства, в межах лісового урочища «Рай».
Площа пам'ятки природи 0,04 га. Оголошений об'єктом природно-заповідного фонду рішенням виконкому Тернопільської обласної ради від 15 червня 1964 року № 449. Перебуває у віданні ДП «Бережанське лісомисливське господарство».
Під охороною — віковий 700-літній дуб (дерево в стадії відмирання), що має велику науково-пізнавальну, меморіальну та історико-культурну цінність.
Дуб розташований у Раївському парку — пам'ятці садово-паркового мистецтва загальнодержавного значення.